# Gens Octavia
De gens Octavia was een equestrische familie uit de Romeinse oudheid, die oorspronkelijk uit Velitrae (huidig Velletri) kwam. Haar nomen gentile was Octavius (vrouwelijk: Octavia).
Het belangrijkste en bekendste lid van deze gens was Gaius Octavius Thurinus, na zijn adoptie door Julius Caesar bekend als Gaius Julius Caesar Octavianus, de eerste keizer van het Romeinse Rijk.

## Bekende leden van degens Octavia
- Marcus Octavius (tribunus plebis in 133 v.Chr.), tribunus plebis in 133 v.Chr. en naaste vriend van Tiberius Sempronius Gracchus (tribunus plebis in 133 v.Chr.) (fl. 2e eeuw v. Chr)
- Gnaeus Octavius, bouwer van de Porticus van Octavius in 168 v.Chr. in Rome.
- Gnaeus Octavius de oudere, consul in 128 v.Chr.
- Gnaeus Octavius, consul in 87 v.Chr., zoon van de vorige
- Gaius Octavius, gestorven in 59 v.Chr., praetor, gouverneur van Macedonia, vader van de volgende;
- Gaius Octavius Thurinus (Velitrae 23 september 63 v.Chr. - Nola 19 augustus 14 n. Chr.), na zijn adoptie bij testament door Julius Caesar vervolgens Gaius Iulius Caesar (Octavianus) genoemd, vanaf 27 v.Chr. bekend Imperator Caesar Augustus
- Octavia Thurina maior, of Octavia maior, oudere halfzuster van Octavia Thurina minor
- Octavia Thurina minor, of Octavia minor, zuster van Caesar Augustus, jongere halfzuster van Octavia Thurina maior
- Claudia Octavia, dochter van Claudius en eerste echtgenote van Nero